# 하드웰
로베르트 판 데 코르푸트(Robbert van de Corput, 1988년 1월 7일 ~ )는 하드웰(Hardwell)라는 이름으로 잘 알려진 네덜란드의 디스크자키이자 음악 프로듀서이다.
2010년에 리빌드 레코딩즈를 창립하였고, 2013년과 2014년에 DJ 매거진의 '탑 100 DJ'에서 1위를 차지했다. 또한 2011년부터 하드웰 온 에어를 방송하였다.

## 하드웰 온 에어
하드웰이 진행하는 라디오 팟캐스트 프로그램으로, 2011년 3월 4일부터 진행한 이후로 에피소드가 무려 400회가 넘는다. 금요일 오후 11시(KST 토요일 아침 6시)에 유튜브, 페이스북에서 이 팟캐스트를 진행하는데 1시간 분량의 셋을 틀어준다.

## 음원 목록

### 스튜디오 앨범
- United We Are (2015년)

### 사운드트랙 앨범
- I Am Hardwell (2013년)

### 목록 앨범
- Revealed Volume 1 (2010년)
- Revealed Volume 2 (2011년)
- Revealed Volume 3 (2012년)
- Revealed Volume 4 (2013년)
- Revealed Volume 5 (2014년)
- Revealed Volume 6 (2015년)
- Revealed Volume 7 (2016년)
- Revealed Volume 8 (2017년)

### 리믹스 앨범
- United We Are (Remix) (2015년)